# Laurent Abergel
Laurent Abergel (* 1. Februar 1993 in Marseille) ist ein französischer Fußballspieler, der aktuell beim FC Lorient in der Ligue 1 unter Vertrag steht.

## Karriere

### Anfänge bei Marseille
Abergel begann seine fußballerische Ausbildung bei Olympique Marseille. Bis 2012 spielte er dort ausschließlich in der Jugendakademie. In der Saison 2012/13 bekam er bereits 22 Einsätze in der zweiten Mannschaft, die in der National 3 spielte. Außerdem stand er bereits in der Liga, die sein Team als Zweiter abschloss, und der Europa League im Kader der Profis. Am 29. Januar 2014 (21. Spieltag) debütierte er in der höchsten französischen Spielklasse, als er bei einem 2:1-Sieg über den FC Valenciennes kurz vor Spielende eingewechselt wurde. Dies war jedoch neben weiteren Fünftligaspielen sein einziger Ligaeinsatz in jener Saison.

### Erste Profierfahrungen mit Ajaccio
Daraufhin wurde er zur Folgesaison in die Ligue 2 an den AC Ajaccio verliehen. Am 23. September 2014 (8. Spieltag) debütierte Aubergel für den ACA in der Startelf gegen den AC Le Havre. Bis zum Saisonende lief er in wettbewerbsübergreifend 19 Duellen auf, in denen er sowohl im Mittelfeld, als auch in der Außenverteidigung zu Einsätzen kam. Nach Ablauf der Leihe wurde er vom Zweitligisten fest verpflichtet. In seinem dritten Saisoneinsatz, am 15. Spieltag, schoss er bei einem 1:1-Remis gegen Red Star Paris sein erstes Profitor zur vorzeitigen Führung. Nachdem er die ersten Spiele nicht einmal im Kader stand, wurde er im Verlauf der Spielzeit zum Stammspieler und spielte 22 Ligaspiele. Auch 2016/17 spielte er nahezu jedes Spiel und lief bis zum Ende der Saison 37 Mal in der Liga auf.

### Zeit bei der AS Nancy
Nach drei Jahren auf Korsika wechselte er zur Saison 2017/18 zur AS Nancy. Dort debütierte er am ersten Spieltag bei einer Niederlage gegen die US Orléans in der Startelf. Am 17. November 2017 (15. Spieltag) schoss er bei einem 2:2-Remis gegen seinen Exklub Ajaccio sein erstes Tor für seinen neuen Klub. Auch bei Nancy war er Stammkraft im Mittelfeld und spielte in der Liga 31 Mal. In der Folgesaison war er in der Rückrunde Mannschaftskapitän und lief insgesamt 32 Mal in der Saison auf.

### Zurück in die Ligue 1 mit dem FC Lorient
Ende Juli 2019 wechselte Abergel für eine halbe Million Euro zum Ligakonkurrenten FC Lorient, wo er einen Vier-Jahres-Vertrag erhielt. Gegen SM Caen debütierte er bei einem 2:1-Auswärtssieg in der Startelf für seinen neuen, um den Aufstieg spielenden Verein. Gegen LB Châteauroux schoss er bei einem 3:1-Sieg sein erstes Tor im neuen Trikot, als er zum Endstand in der 62. Minute traf. In seiner sechsten Zweitligasaison schoss er zwei Tore in 25 Spielen und stieg nach dem Ligaabbruch mit Lorient als Meister in die Ligue 1 auf. Bei einem 3:2-Sieg über Paris Saint-Germain schoss er die 1:0-Führung und somit sein erstes Ligue-1-Tor. Die Saison 2020/21 beendete er mit Einsätzen in allen 38 Ligaspielen, wobei er dreimal ins gegnerische Tor treffen konnte. Anfang Juli verlängerte er seinen Vertrag bis Juni 2025.

## Erfolge
Olympique Marseille
- Französischer Vizemeister: 2013

FC Lorient
- Meister der Ligue 2 und Aufstieg in die Ligue 1: 2020